# 岡本貴子
岡本 貴子（おかもと たかこ、1971年3月16日 - ）は、おニャン子クラブの会員番号35番としてデビューした日本の元タレント。東京都出身。身長160cm。体重46kg。

## 経歴
- 1986年1月10日に『夕やけニャンニャン』のオーディションに合格し、おニャン子クラブの会員番号35番として芸能活動をスタートさせる。（ただし合格時は中学生であったため、中学卒業後の1986年3月14日より『夕やけニャンニャン』へのテレビ出演をしている。）合格時の得点は合格点数ギリギリの101点であった。また、オーディションには弓岡真美と同時に合格している。

- 1986年12月25日に弓岡真美、高畠真紀と共に、第3回卒業式が行われた。

- 若いため先輩メンバーからよくからかわれた。海外ロケの際には、名越美香や樹原亜紀らに「下の毛も剃らないと海外に連れてってもらえない」とからかわれ、真剣に悩み母親に相談したこともある。（MONDO21内の番組「キラキラ80's」における新田恵利の発言より）

- 2002年のおニャン子クラブ再結成に参加している。この際、結婚準備中であることが伝えられた。2003年に同じ職場の男性と結婚、2人の息子を授かり、現在福岡県にて専業主婦をしている。岡本がOL時代に親しくなった新田恵利とは、今でもゴルフ仲間だという[2]。

- おニャン子クラブ卒業後は、芸能界を引退。一般人に戻る。新田恵利とは毎年のように会い、新田のブログにもたびたび登場している[3][4]。